# Museu Arqueològic de Tetuan

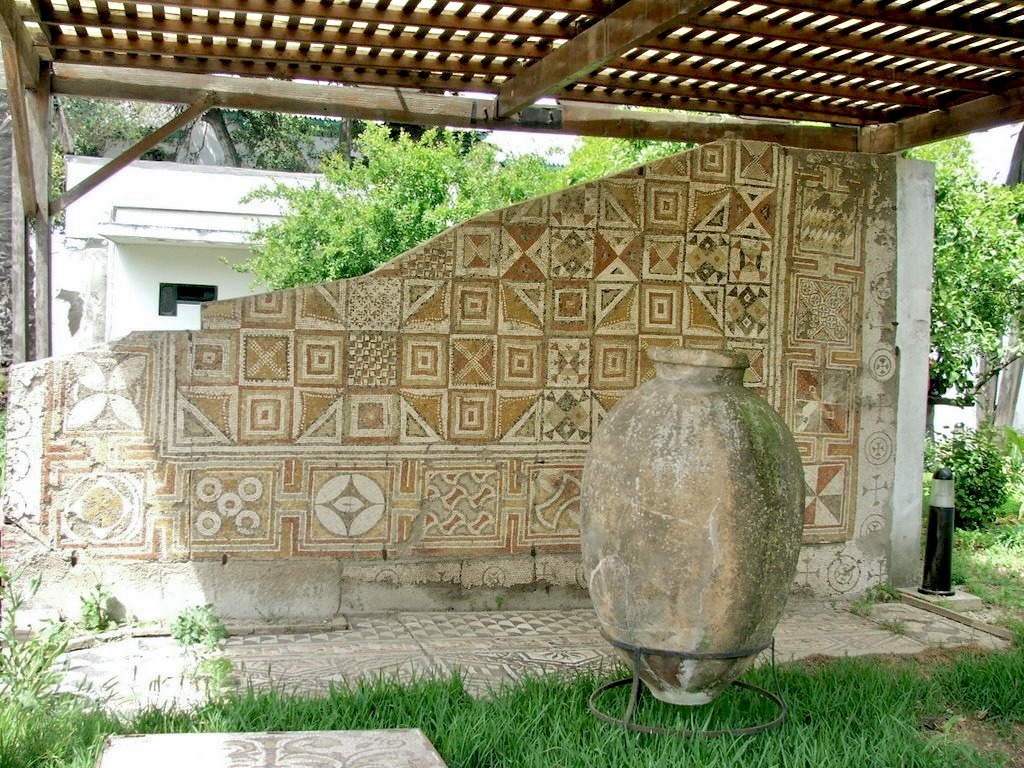
Mosaic romà procedent de Lixus

El Museu Arqueològic de Tetuan és un museu arqueològic situat a la ciutat de Tetuan, al nord del Marroc. Inaugurat el 19 de juliol de 1940, conté col·leccions de llocs prehistòrics i preislàmics situats al nord de l'estat. Destaquen les aportacions d'objectes procedents de Lixus, una ciutat costanera fundada pels fenicis i que tingué importància fins que en l'edat mitjana l'activitat del seu port es traslladà a Larraix. Es considera el centre principal per a la recerca arqueològica a la regió de la Yebala.

## Instal·lacions
Situat al centre de la ciutat, entre la medina i la ciutat moderna, se situa en un edifici construït al 1939 que s'inaugurà un any després. Està compost d'un jardí d'estil andalús amb mosaics, un vestíbul, tres sales d'exposició permanent, una sala de projecció i un taller de restauració artística amb dependències administratives.
L'entrada al museu s'efectua pel pati andalús on hi ha diversos mosaics romans del s. II procedents de Lixus. Al vestíbul hi ha altres dos mosaics, un d'ells representa l'escena mitològica de les Tres Càrites. A la sala es pot contemplar alguns vestigis des de l'època prehistòrica fins a l'edat mitjana: eines de talla prehistòrica, útils de la mateixa època, ceràmica neolítica, una maqueta del monument megalític de M'zora, un fragment de gravat rupestre, etc. També hi ha restes punicomauritanes com una esfinx de marbre, llànties de terracota o una escultura de bronze que representa la lluita entre Hèrcules i Anteu, ceràmica i elements de bronze.
En un recorregut per les diferents sales es mostren objectes i instruments que ens porten a un estil de vida: eines prehistòriques, monedes, bronzes i terrissa diversa ens donen testimoniatge dels costums.
La major part de la col·lecció de figuretes data del s. I de.

## Biblioteca
Disposa d'una extensa biblioteca dedicada a la preservació de la literatura del nord d'Àfrica, amb uns 60.000 exemplars.